# Günter Drescher
Günter Drescher (auch Günther Drescher; * 23. Februar 1928 in Bernsdorf; † 5. September 2006 in Berlin) war ein deutscher Schauspieler, Synchron- und Hörspielsprecher.

## Leben
Günter Drescher war ein Kino- und Fernsehschauspieler, der auf diesem Gebiet sehr aktiv war. Zusätzlich war er als Synchronsprecher und in Hörspielen zu hören. Für eine Bühnenarbeit gibt es nur den Nachweis für eine Mitwirkung im Jahr 1977 an der Kinderrevue Was nun, Ferdinand? im Berliner Friedrichstadt-Palast. Im Haus der jungen Talente in der Berliner Klosterstraße leitete er in den 1960er Jahren einen Dramatischen Zirkel, der für viele Teilnehmer das Sprungbrett für die Aufnahme an einer Schauspielschule war.

## Filmografie
- 1958: Das Lied der Matrosen
- 1963: Blaulicht (Fernsehserie, 1 Episode)
- 1963: Die Spur führt in den 7. Himmel (Fernsehserie, 1 Episode)
- 1965: Das Kaninchen bin ich
- 1966: Die Reise nach Sundevit
- 1966: Irrlicht und Feuer (Fernsehfilm, Zweiteiler)
- 1967: Die Heiden von Kummerow und ihre lustigen Streiche
- 1968: Der Staatsanwalt hat das Wort: Automarder (Fernsehreihe)
- 1969: Krupp und Krause (Fernsehserie, 1 Episode)
- 1969: Rendezvous mit unbekannt (Fernsehserie, 2. Teil)
- 1970: Aus unserer Zeit
- 1970: Im Spannungsfeld
- 1970: Netzwerk
- 1971: KLK an PTX – Die Rote Kapelle
- 1971: Rottenknechte (Fernsehmehrteiler)
- 1971: Anflug Alpha 1
- 1971: Dornröschen
- 1972: Leichensache Zernik
- 1973: Die sieben Affären der Doña Juanita (Fernsehmehrteiler, 3 Episoden)
- 1973: Wolz – Leben und Verklärung eines deutschen Anarchisten
- 1974: Der Leutnant vom Schwanenkietz (Fernsehmehrteiler, 2 Episoden)
- 1974: Die Frauen der Wardins (Fernseh-Dreiteiler)
- 1975: Kriminalfälle ohne Beispiel: Mord im Märkischen Viertel (Fernsehreihe)
- 1975: Die schwarze Mühle (Fernsehfilm)
- 1976: Polizeiruf 110: Vorurteil? (Fernsehreihe)
- 1977: Zur See (Fernsehserie, 1 Episode)
- 1977: Ernst Schneller (Fernsehfilm)
- 1977: Ottokar der Weltverbesserer
- 1978: Anton der Zauberer
- 1978: Geschlossene Gesellschaft (Fernsehfilm)
- 1980: Polizeiruf 110: Zeuge gesucht
- 1980: Meines Vaters Straßenbahn (Fernseh-Zweiteiler)
- 1980: Der Baulöwe
- 1981: Polizeiruf 110: Glassplitter
- 1981: Die Stunde der Töchter
- 1981: Zwei Zeilen, kleingedruckt (Dwe strotschki melkim schriftom)
- 1982: Der Mann von der Cap Arcona (Fernsehfilm)
- 1983: Alfons Köhler (Fernsehfilm)
- 1984: Polizeiruf 110: Inklusive Risiko
- 1985: Meine Frau Inge und meine Frau Schmidt
- 1985: Polizeiruf 110: Laß mich nicht im Stich
- 1985: Zahn um Zahn (Fernsehserie, 1 Episode)
- 1986: Polizeiruf 110: Ein großes Talent
- 1986: Ernst Thälmann (Fernsehzweiteiler)
- 1987: Polizeiruf 110: Unheil aus der Flasche
- 1987: Mensch Hermann (Fernsehserie, 1 Episode)
- 1987: Polizeiruf 110: Der Tote zahlt
- 1987: Kiezgeschichten (Fernsehserie, 1 Episode)
- 1988: Polizeiruf 110: Der Kreuzworträtselfall
- 1988: Polizeiruf 110: Flüssige Waffe
- 1989: Die ehrbaren Fünf (Fernsehfilm)
- 1989: Der Bruch
- 1989: Polizeiruf 110: Mitternachtsfall
- 1989: Johanna (Fernsehserie, 1 Episode)
- 1989: Polizeiruf 110: Gestohlenes Glück
- 1989: Die gläserne Fackel (Fernsehserie, 1 Episode)
- 1990: Polizeiruf 110: Das Duell
- 1991: Trutz
- 1991: Aktenzeichen XY … ungelöst (Fernsehreihe, 4 Episoden)
- 1991: Polizeiruf 110: Big Band Time
- 1995: Aktenzeichen XY … ungelöst (Fernsehreihe, 2 Episoden)

## Bühne
- 1977: Hans-Gerald Otto: Was nun, Ferdinand? – Regie: Wolfgang E. Struck (Friedrichstadt-Palast Berlin)

## Hörspiele
- 1970: Sofia Winogradskaja: Slawa, das heißt Ruhm – Regie: Wolfgang Brunecker (Kinderhörspiel – Rundfunk der DDR)
- 1971: Gerhard Rentzsch: Das Amulett – Regie: Wolf-Dieter Panse (Hörspiel, Teil 4 von 6 – Rundfunk der DDR)
- 1971: Ani Andries: Zwischenspiel (Arbeiter) – Regie: Peter Groeger (Hörspiel – Rundfunk der DDR)
- 1972: Franz Grillparzer: Libussa – Regie: Peter Groeger (Hörspiel – Rundfunk der DDR)
- 1972: Gunnar Ohrlander: Streik im Walde (Gustavsson) – Regie: Peter Groeger (Hörspiel – Rundfunk der DDR)
- 1973: Alfred Matusche: Van Gogh – Regie: Peter Groeger (Hörspiel – Rundfunk der DDR)
- 1973: Joachim Witte: Die Glosse der Woche (Ohme) – Regie: Joachim Gürtner (Hörspielreihe: Neumann, zweimal klingeln – Rundfunk der DDR)
- 1974: Gerhard Jäckel: Scholz macht Dampf (Ohme) – Regie: Joachim Gürtner (Hörspielreihe: Neumann, zweimal klingeln – Rundfunk der DDR)
- 1975: Anna Seghers: Ein ganz langweiliges Zimmer (Flößer) – Regie: Joachim Staritz (Kurzhörspiel – Rundfunk der DDR)
- 1977: Horst Enders: In kalter Nacht (Sergeant) – Regie: Wolf-Dieter Panse (Kinderhörspiel – Rundfunk der DDR)
- 1978: Bertolt Brecht: Die Tage der Commune – Regie: Barbara Plensat/Joachim Staritz (Hörspiel – Rundfunk der DDR)
- 1978: Jan Flieger/Gisela Pankratz: Die verschwundene Herde (Meister) – Regie: Manfred Täubert (Kinderhörspiel – Rundfunk der DDR)
- 1979: Walter Püschel: Der Krieg der Dakotas – Regie: Uwe Haacke (Kinderhörspiel, 6. Teil – Rundfunk der DDR)
- 1980: Anneliese Probst: Der Raub-Michel – Regie: Uwe Haacke (Kinderhörspiel – Rundfunk der DDR)
- 1980: Peter Brasch: Traumzeit – Regie: Uwe Haacke (Kinderhörspiel – Rundfunk der DDR)
- 1981: Alfred Wellm: Karlchen duckdich – Regie: Uwe Haacke (Kinderhörspiel/Kurzhörspiel aus der Reihe Geschichten aus dem Hut – Rundfunk der DDR)
- 1981: Bernard Binlin Dadié: Codjo - Feuersohn – Regie: Uwe Haacke (Kinderhörspiel – Rundfunk der DDR)
- 1982: Miyoko Matsutani: Drei Drachenschuppen – Regie: Uwe Haacke (Kinderhörspiel – Rundfunk der DDR)
- 1982: Gerhard Jäckel: Einer von da oben (Generaldirektor) – Regie: Wolfgang Brunecker (Hörspielreihe: Auf die Bühne Kollege, 4. Folge – Rundfunk der DDR)
- 1983: Hans Eschenburg: Chamäleon und Elster (Abteilungsleiter) – Regie: Uwe Haacke (Kriminalhörspiel/Kurzhörspiel – Rundfunk der DDR)
- 1984: Klaus G. Zabel: Streckenläufer – Regie: Uwe Haacke (Kinderhörspiel/Kurzhörspiel – Rundfunk der DDR)
- 1984: Helmut H. Schulz: Poet und Pedant – Regie: Uwe Haacke (Kinderhörspiel, 5. Teil – Rundfunk der DDR)
- 1985: Hans Christian Andersen: Der Kaiser und das Nachtigallenmädchen – Regie: Uwe Haacke (Kinderhörspiel – Rundfunk der DDR)
- 1986:  Aleksandar Obrenović: Der süße Duft der Erneuerung (Chauffeur) – Regie: Aleksandar Obrenović (Hörspiel – Rundfunk der DDR)
- 1987: Andreas Zecher: Die verhexten Eier (Bräsig) – Regie: Uwe Haacke (Kinderhörspiel – Rundfunk der DDR)
- 1987: Andreas Anden: Der Kleindarsteller (Ober) – Regie: Uwe Haacke (Kriminalhörspiel/Kurzhörspiel – Rundfunk der DDR)
- 1987: Leonid Pantelejew: Koska (Baum) – Regie: Uwe Haacke (Kinderhörspiel – Rundfunk der DDR)
- 1988: Hannelore Steiner: Nur ein fröhlicher Komödiant – Regie: Uwe Haacke (Kinderhörspiel/Kurzhörspiel – Rundfunk der DDR)
- 1988: Hannelore Steiner: Glücksbringer (Schulze) – Regie: Detlef Kurzweg ((Hörspielreihe: Waldstraße Nr. 7 – Rundfunk der DDR))
- 1996: Alban Nikolai Herbst: Das Leda-Projekt (Passant) – Regie: Martin Daske (Science-Fiction-Hörspiel – SFB)

## Synchronisation
- 1959–1964: Charles Tannen als Mann in Twilight Zone (Fernsehserie, 1 Episode)
- 1959–1966: Billy Barty als Shorty in Tausend Meilen Staub (Fernsehserie, 1 Episode)
- 1981–1991: David Webb als Pathologe in Jim Bergerac ermittelt (Fernsehserie, 1 Episode)
- 1984–1985: David Baukham als Schläger in Die Abenteuer von Sherlock Holmes  (Fernsehserie, 1 Episode)
- 1986: Vilém Besser als Gefängniswärter in Berühmte Räubergeschichten aus aller Welt  (Fernsehserie, 1 Episode)